# Dipterocarpus hispidus
Dipterocarpus hispidus — вид тропических деревьев рода Диптерокарпус семейства Диптерокарповые. Эндемик низменных тропических лесов Шри-Ланки. Из-за вырубки леса этот вид попал в Красную книгу. Охранный статус — CR — Виды, находящиеся на грани полного исчезновения. Вид впервые был описан в 1858 году.